# Szarek, Gołdapski
Szarek [ˈʂarɛk] (tiếng Đức: Zargen) Là một ngôi làng ở quận hành chính của Gmina Banie Mazurskie, trong huyện Gołdapski, Warmińsko-Mazurskie, ở miền bắc Ba Lan, gần biên giới với Kaliningrad của Nga.